# اوریول (کمون)
اوریول (به فرانسوی: Auriolles) یک کمون در فرانسه است که در canton of Pellegrue واقع شده‌است. اوریول ۷٫۰۳ کیلومتر مربع مساحت دارد ۹۶ متر بالاتر از سطح دریا واقع شده‌است.